# 蒙屈塞勒
蒙屈塞勒（法語：Montcusel，法語發音：[mɔ̃kyzɛl]）是法国汝拉省的一个市镇，属于圣克洛德区。

## 地理
蒙屈塞勒（46°21'5"N, 5°39'30"E）面积9.55 平方千米，位于法国勃艮第-弗朗什-孔泰大區汝拉省，该省份为法国东部内陆省份，北起上索恩省，西北接科多尔省，西临索恩-卢瓦尔省，南至安省，东与杜省和瑞士接壤。
与蒙屈塞勒接壤的市镇（或旧市镇、城区）包括：热尔、尚西亚、拉旺西亚-埃佩尔西、莱克特、马蒂尼亚。

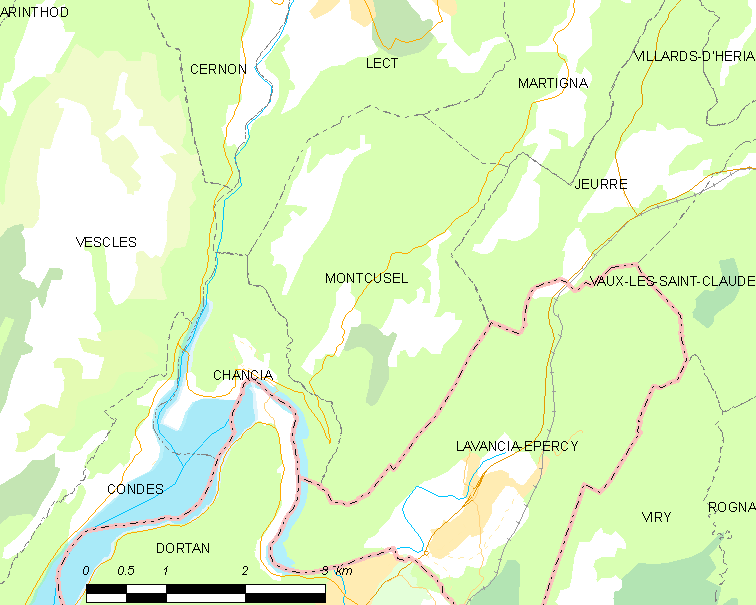
蒙屈塞勒的OSM定位图

蒙屈塞勒的时区为UTC+01:00、UTC+02:00（夏令时）。

## 行政
蒙屈塞勒的邮政编码为39260，INSEE市镇编码为39351。

## 政治
蒙屈塞勒所属的省级选区为穆瓦朗昂蒙塔涅县。

## 人口

1962-2008年间蒙屈塞勒人口变化图示

蒙屈塞勒于2022年1月1日时的人口数量为145人。